# Козупиця Валерій Олександрович
Валерій Олександрович Козупиця (* 27 серпня 1960 м. Суми) — український співак, композитор, Заслужений діяч мистецтв України (2006).

## Життєпис

### Родина
Народився у творчій сім'ї. Мати — Марія Яківна (з дому Кас'ян) — директор Палацу культури, співачка, тато — Олександр Серафимович, робочий електрик, грав на балалайці, дід Федір — співав у церковному хорі. Малий Валерій з першого класу співав у хорі.

### Навчання
З 1-го по 8-й клас навчався у школі села Писарівка. По закінченню вступив до Сумського училища культури (нині — Сумський фаховий коледж мистецтв і культури імені Д. С. Бортнянського).
Служба в армії в ансамблі пісні та танцю Київського військового округу.
Після армії вступив до сумського педагогічного інституту (нині Сумський державний педагогічний університет імені А. С. Макаренка) на музичний факультет.

## Творчість
Валерій Козупиця творчо співпрацює з поетами Олександром Вертілем, Миколою Гриценком, Віктором Герасимовим, Мирославом Воньо.
Автор Гімну міста Суми, затверджений Сумською міською радою, Гімну Сумського земляцтва, пісень «Україно моя», «Сумщина моя», «Сумська мелодія», «Сумчанка», «Мелодія для двох сердець», «Здрастуй, рідне село», «Музиканти на весіллі» та багатьох інших.
Неодноразовий переможець фестивалів «Пісня року», «Пісенний вернісаж», «Кролевецькі рушники», «Боромля».
Пісні Валерія Козупиці виконують народні артисти України Іван Попович, Оксана Білозір, Віталій Білоножко, заслужені артисти України Олександр Василенко, Жанна Боднарук, Павло Мережук, заслужений діяч мистецтв України Михайло Поплавський та інші.
Соліст Сумської обласної філармонії.

### Про Валерія Козупицю
| Посеред гамірного загалу української естради голос сумського композитора і виконавця Валерія Козупиці приємно відмінний — у ньому вчувається те, що у народі називають «душею». Душа Валерія Козупиці — це сумська старовинна альтанка, липи, що височать над його долею, сумські обереги людини, яка прийшла до рідних віх із гітарою під пахвою, із романтичною характерністю у всьому — від незграбної ходи по сцені Національного палацу «Україна» під час фіналу української «Пісні року» — фестивалю «Пісенний вернісаж» (а він — неодноразовий його лауреат), до яскравого самобутнього самовираження у пісенному контексті: інтонація Козупиці завжди індивідуально-ексклюзивна, вона має свій неповторний шарм, теплоту і щирість, оригінальну мелодику і ідентичну простоту. Нам не потрібно звикати до його інтонацій у пісні — вони давно у нас живуть, прописані з дитинства. До речі, невипадково однією із найкращих його пісень є «А нам іще рости» – у наш час духовних поневірянь оптимізм композитора (і поета, звичайно ж), вражає – чистота помислів, мрій, надій, першовідкриттів — усе є у цьому творі, що мав би стати взірцевим для неофітів нової доби. На мій погляд, ця пісня мала б звучати в ефірі як позивні Нової Епохи щоранку, а опісля — протягом усього ефірного часу. Це — лише маленький, проте суттєвий приклад, — творчість В. Козупиці спонукає до постійної динаміки почуттів, злетів, натхнення — хай це «Рідне село» або «Улюблений джаз», «Музиканти на весіллі» чи проста «Сумчанка». Вітаємо поета пісні, незламного мрійника і вічно молодого закоханого — пісні Валерія Козупиці часто є еталонними, проте головне в них – вразлива мелодійність, простота форми і вислову, вишуканість стилю і смаку, запашний український феномен добра і любові. Щасти Вам, маестро, на перелогах і перехрестях століть; залишатись самим собою, залюбленим у рідну Сумщину, у неповторність і ніжність суворого краю. Нових Вам пісень і зачарувань! Віктор Герасимов, заслужений діяч мистецтв України, президент творчої спілки «Асоціація діячів естрадного мистецтва України». |